# Mariental-Horst

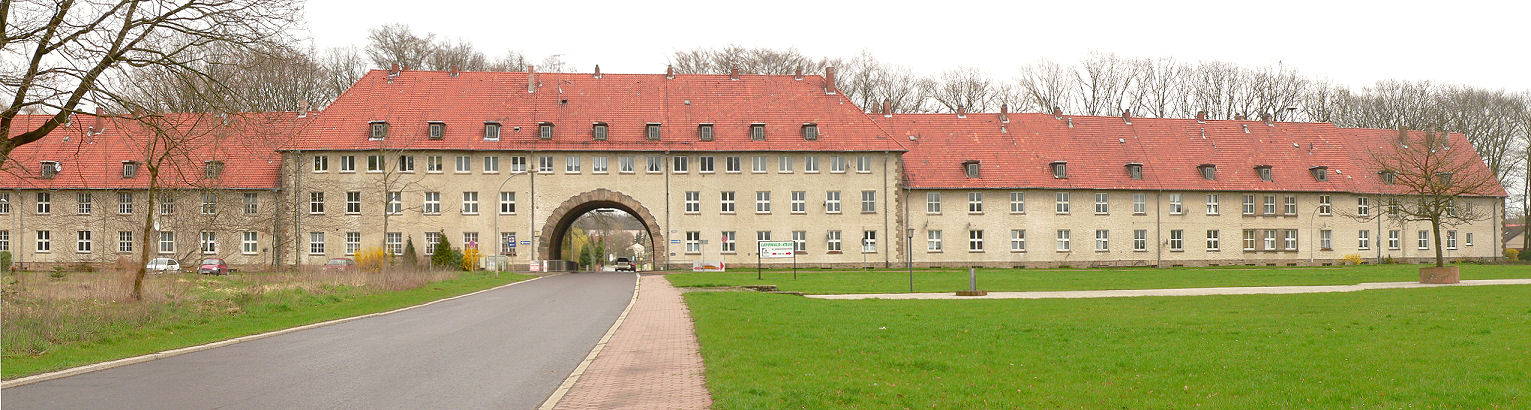
Verwaltungsgebäude des ehemaligen Fliegerhorstes mit Straßendurchfahrt

Mariental-Horst ist ein Ortsteil der Gemeinde Mariental im Landkreis Helmstedt in Niedersachsen. Er entstand nach 1945 auf dem Gelände eines früheren Fliegerhorstes durch Nachnutzung der vorhandenen Kasernenbauten.

## Militärgeschichte
Der Fliegerhorst Mariental wurde in den Jahren 1937–1940 nahe dem Dorf Mariental am Rand des Lappwaldes eingerichtet. Die militärische Einrichtung wurde während des Zweiten Weltkriegs von der deutschen Luftwaffe genutzt. In den umfangreichen Kasernenanlagen waren verschiedene Einheiten, wie Fliegerschule, Fallschirmjäger- und Kraftfahrausbildungseinheiten stationiert. Das Flugfeld war nicht befestigt, sondern bestand aus einer festen Grasnarbe auf einem Feld. Während des Krieges beherbergte der Fliegerhorst überwiegend Schulverbände. Das ergab sich schon aus der zentralen geographischen Lage in Deutschland und den dadurch bedingten großen Entfernungen zu den Fronten. Erst gegen Kriegsende mit den näher rückenden Fronten war hier ein Kampfgeschwader stationiert. 1944 unternahmen die Alliierten einen Luftangriff auf den Fliegerhorst, der aber nur geringe Schäden verursachte. Am 14. April 1945 wurde der Fliegerhorst von amerikanischen Truppen besetzt. Nach kurzer Zeit sind sie durch britische Einheiten abgelöst worden, die 1946 die militärischen Befestigungsanlagen sprengten. Die zivil nutzbaren Bauten blieben erhalten.

## Zivile Geschichte
Unmittelbar nach dem Zweiten Weltkrieg brachten die Alliierten in den Kasernenanlagen Zwangsarbeiter und KZ-Häftlinge aus der Gegend unter. Hinzu kamen Heimatvertriebene aus den ehemaligen deutschen Ostgebieten. Durch die Vertreibung aus Schlesien wurde Mariental-Horst für rund 500.000 Personen kurzfristig zu einem Durchgangslager, das 1947 geschlossen wurde.

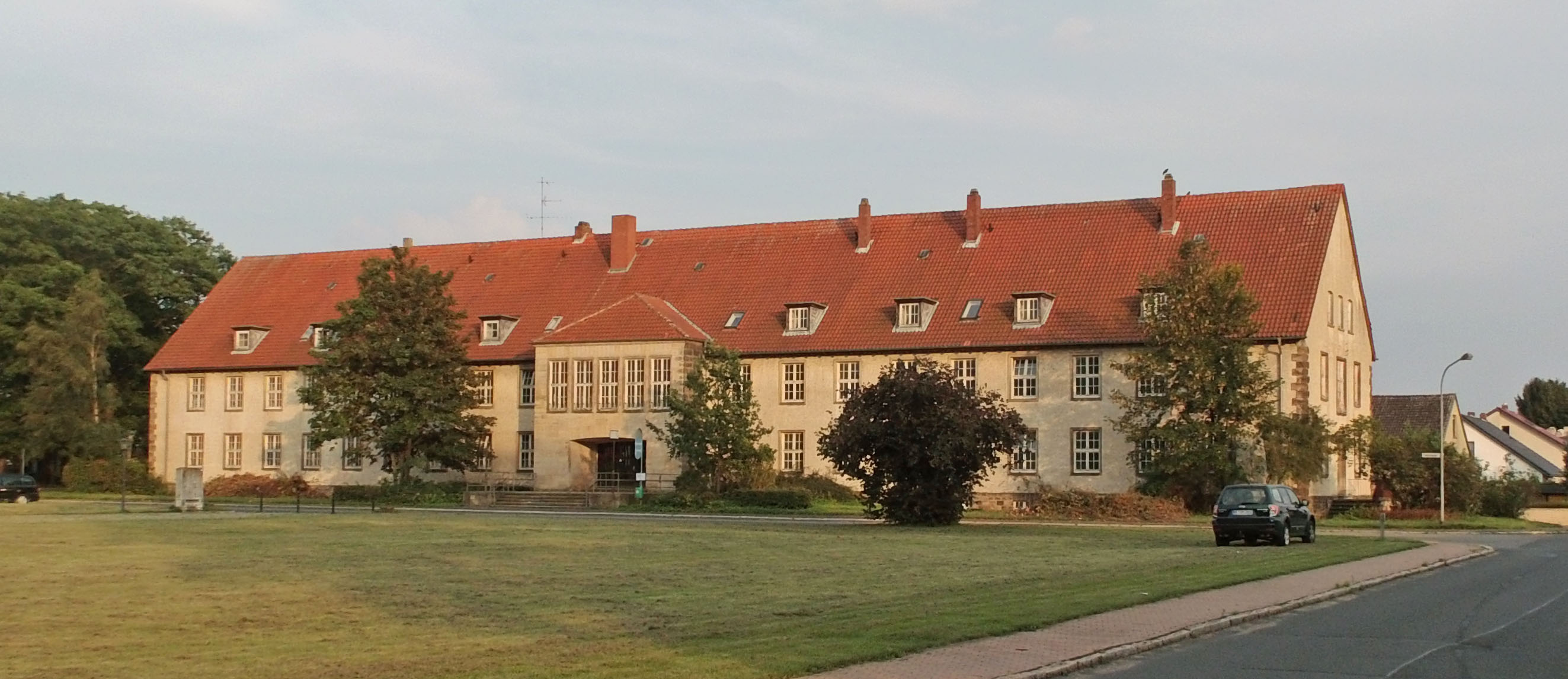
Gebäude in Mariental-Horst, vermutlich ehemalige Kommandantur, nach 1945 Schule.
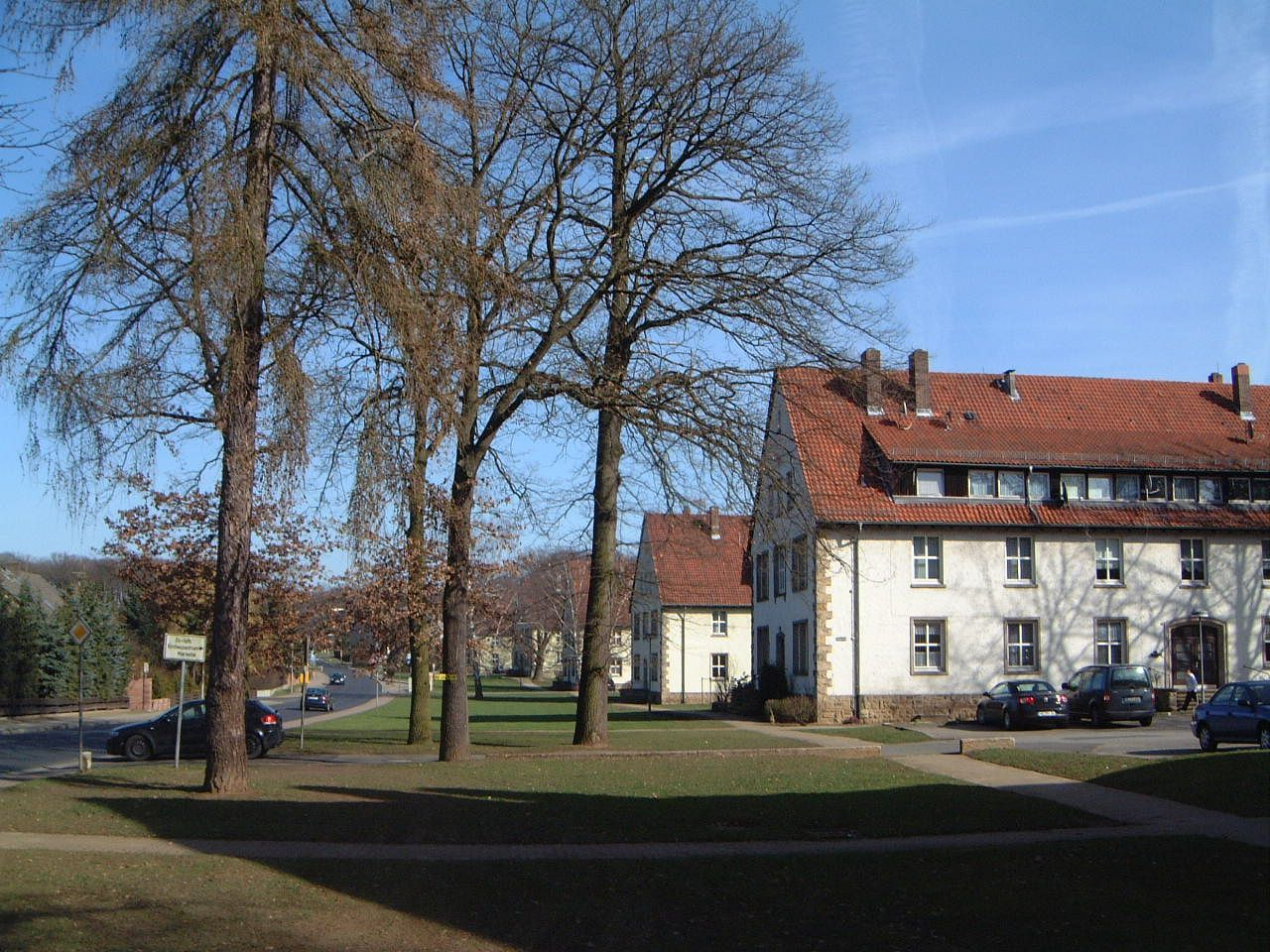
Gebäudereihen
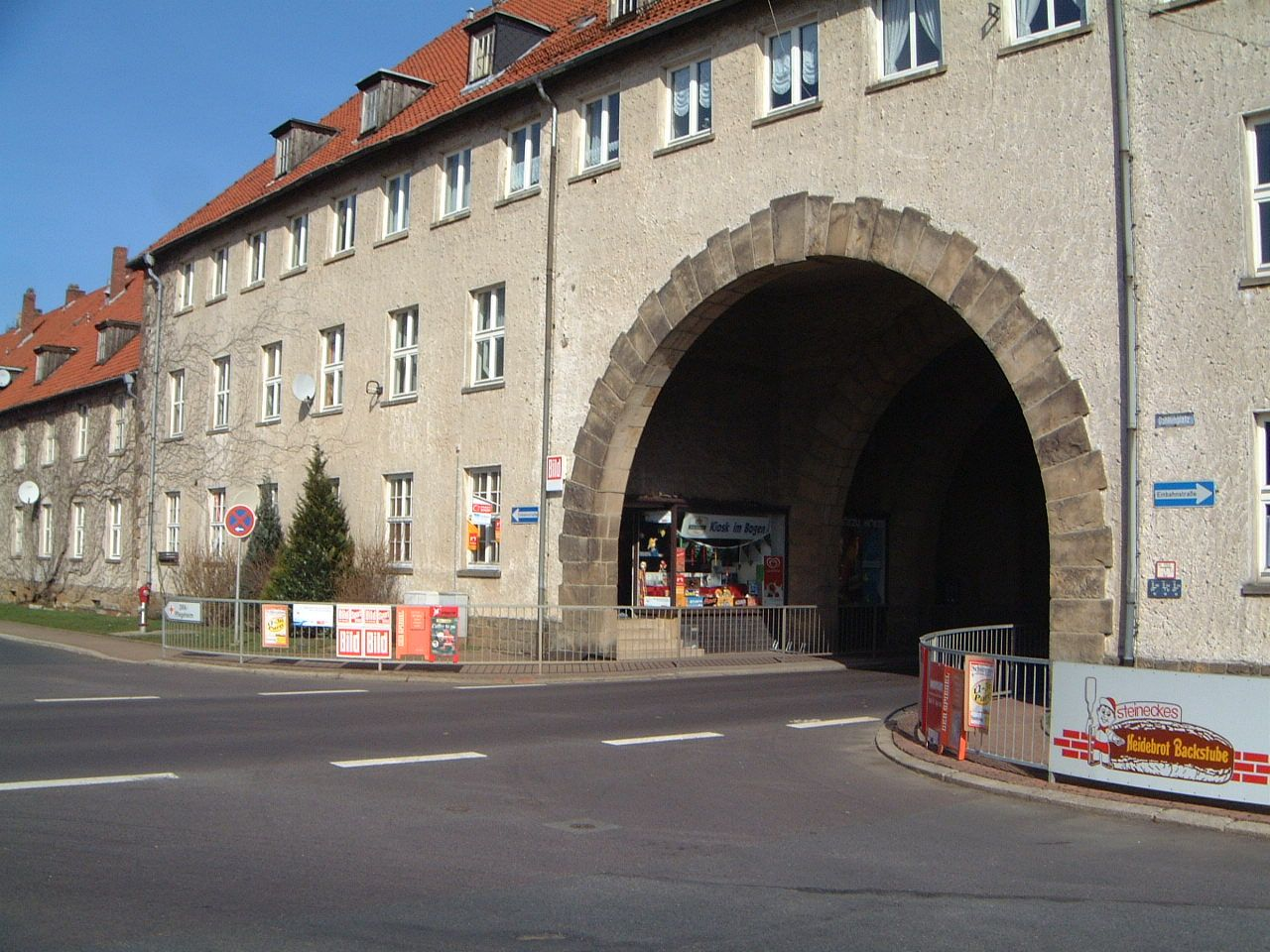
Hauptgebäude mit Torbogen
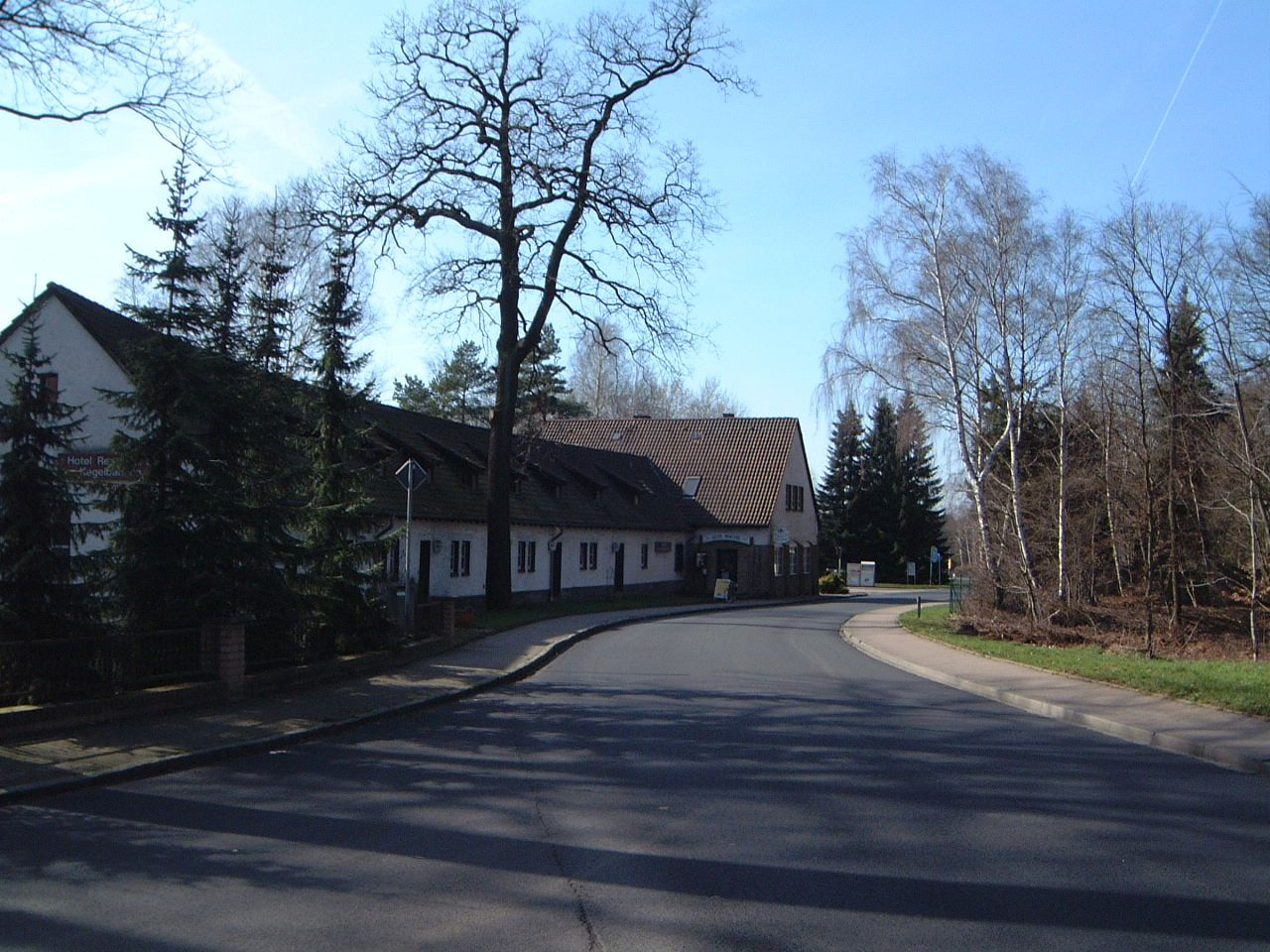
Ehemalige Wache
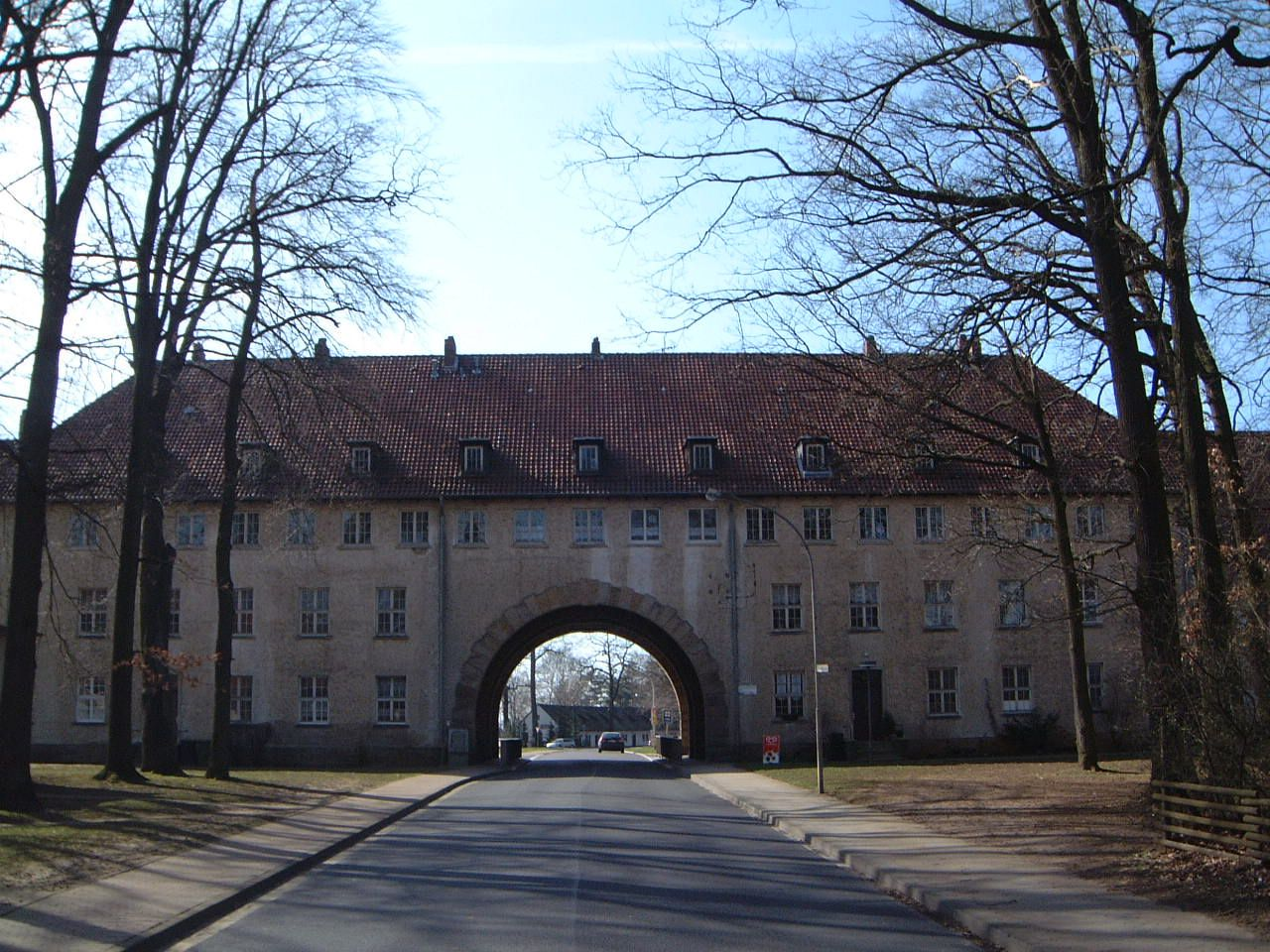
Torbogen

### Siedlungsgründung
Am 1. Juli 1950 wurde der Fliegerhorst durch die deutsche Verwaltung übernommen. Ab etwa 1960 entstanden auf und am ehemaligen Kasernengelände Wohnhäuser und es ließen sich einzelne Betriebe nieder. Das frühere Flugfeld wird seit langem wieder landwirtschaftlich genutzt. Die ehemaligen Kasernenbauten wurden in Mietwohnungen umgewandelt, die heute noch in dieser Weise genutzt werden. Die Gebäude sind in zeitgemäß gutem Zustand. Das Besondere des Kasernenensembles ist sein nahezu unveränderter Zustand seit seiner Entstehung, was sich aus folgenden Umständen ergab:
Der Flugplatz lag nach dem Zweiten Weltkrieg zunächst unmittelbar an der Grenze zwischen der britischen und sowjetischen Besatzungszone, später der innerdeutschen Grenze. Daher schloss sich eine weitere Verwendung als militärische Anlage aus.
1975 wurde der Campingplatz am Loosteich erbaut, der sich im Besitz der Gemeinde Mariental befindet. In den 1980er Jahren wurde die ehemalige Wache, die auch Gefängniszellen umfasste, zu einem Hotel mit Restaurant umgebaut, das den Namen Alte Wache trägt.